# Faster (canción de George Harrison)
«Faster» es una canción del músico británico George Harrison, publicada en su octavo álbum de estudio George Harrison (1979). La canción fue también publicada como tercer sencillo del álbum, con «Your Love Is Forever» como cara B. A diferencia de los dos anteriores sencillos, «Faster» no entró en ninguna lista de éxitos.

## Grabación
Durante 1977, Harrison acudió como aficionado a varias carreras de Fórmula 1, aparcando momentáneamente su carrera musical. Harrison había hablado con Niki Lauda tras el Gran Premio de los Estados Unidos de 1977 y encontró inspiración para escribir una canción «que Niki-Jody-Emerson y la pandilla pudiese disfrutar». Harrison extrajo el título de la canción del libro de Jackie Stewart, y a continuación escribió el estribillo. El resto de la canción la escribió de un modo que no se limitase exclusivamente a los coches, siendo «machinery» la única palabra relacionada con los coches de carreras. Aun así, la canción incluyó efectos de sonido del Gran Premio de los Estados Unidos de aquel año.
Harrison comentó sobre la canción: 

«Me divertí mucho con muchos de los pilotos de Fórmula 1 y con su personal, y ellos me han permitido ver las cosas desde un ángulo muy diferente al del negocio de la música en el que estoy involucrado.

La canción fue dedicada a «the Entire Formula One Circus» y a la memoria de Ronnie Peterson. El sencillo fue publicado para ayudar a Gunnar Nilsson Cancer Fund, una organización no lucrativa fundada tras la muerte del piloto Gunnar Nilsson en 1978, que falleció a causa de un cáncer.
Lindsay Planer, en Allmusic, elogió las partes de guitarra acústica y guitarra eléctrica de «Faster» y describió la canción como una canción roquera «optimista y motriz».